# Сан Пјетро I (Беневенто)
Сан Пјетро I је насеље у Италији у округу Беневенто, региону Кампанија.
Према процени из 2011. у насељу је живело 28 становника. Насеље се налази на надморској висини од 524 м.